# Toekomende tijd
De toekomende tijd is een tempus met behulp waarvan in talen met een absolute tijd een handeling of toestand wordt uitgedrukt die in de toekomst plaatsvindt. Soms spreekt de spreker daarbij vanuit het verleden en soms vanuit het heden. Een enkele keer betreft het een handeling die slechts in de lijn der verwachting ligt. De toekomende tijden kennen dan ook eigen, verschillende functies die soms een overlap hebben met andere tijden. In talen met een relatieve tijd wordt de toekomende tijd gebruikt om elke handeling of toestand te beschrijven die op een andere handeling volgt, waarbij het niet uitmaakt of het genoemde in het verleden, heden dan wel in de toekomst ligt.
De toekomende tijd wordt over het algemeen uitgedrukt door middel van hulpwerkwoorden. Het werkwoord dat de handeling of toestand zelf beschrijft staat dan in de onbepaalde wijs. In bepaalde andere (met name isolerende) talen wordt de toekomende tijd niet afzonderlijk syntactisch of morfologisch gemarkeerd maar gewoon afgeleid uit andere delen van de zin (temporele bijwoorden zoals "later", "morgen" en "dan").

## Uitdrukken van de toekomende tijd

### Germaanse talen
In de meeste West-Germaanse talen kan de toekomende tijd zowel met de tegenwoordige tijd als door middel van een constructie met het hulpwerkwoord van toekomst worden uitgedrukt (Nederlands: "Ik ga morgen op vakantie / Ik zal morgen op vakantie gaan"). Hoe ver de genoemde handeling of toestand in de toekomst ligt is daarbij niet van belang; zo is ook een zin als Bestaat Europa over duizend jaar nog? volledig aanvaard. De keuze om het hulpwerkwoord van toekomst al dan niet te gebruiken hangt over het algemeen samen met de precieze nadruk die de spreker op het toekomst-aspect wil leggen.
In het IJslands bestaan twee hulpwerkwoorden van toekomst: munu (om aan te geven dat het genoemde waarschijnlijk zal plaatsvinden) en skulu (om aan te geven dat het genoemde zeker is). Vermoed wordt dat in het Oudnoors - de taal waaruit het IJslands rechtstreeks is voortgekomen - nog een derde toekomsthulpwerkwoord bestond dat een wil of bedoeling uitdrukte: vilja. In het IJslands drukt het hulpwerkwoord ætla gedeeltelijk dit aspect uit, zoals in Ég ætla að koma (Ik zal komen). In het Noors zijn de hulpwerkwoorden voor de toekomende tijd vil (willen) en skal (zullen).

### Romaanse talen
In het klassiek Latijn was de toekomende tijd een volledig apart tempus met specifieke uitgangen. In het Laatlatijn werd steeds meer gebruikgemaakt van hulpwerkwoorden met een met de toekomende tijd samenhangende betekenis, zoals debere (moeten), venire (komen), velle (willen) en meer in het bijzonder habere (hebben). Ook in de meeste Romaanse talen worden om de toekomende tijd uit te drukken tegenwoordig nog vormen van het hulpwerkwoord "hebben" gebruikt. Deze vormen zijn gaandeweg door middel van univerbatie aan de infinitief vastgehecht. Hierdoor zijn versteende vormen ontstaan waarin het hulpwerkwoord niet meer herkend wordt, zoals j' aimer-ai (Frans: "Ik zal beminnen", letterlijk: "Ik beminnen-heb"). Alleen het Roemeens gebruikt niet de vormen van "hebben" maar van het werkwoord vrea (willen), met behulp waarvan ook de toekomende tijd van de conjunctief wordt gevormd.

### Keltische talen
In het Schots-Gaelisch wordt de toekomende tijd gevormd door de uitgang -aidh/-idh achter de stam van het werkwoord te plaatsen, bijvoorbeeld: Danns-aidh mi, "Ik zal dansen". Ontkenningen worden gevormd door cha(n) voor de infinitief te plaatsen, al dan niet in combinatie met lenitie: Cha té-id mi, "Ik zal niet gaan". In vraagzinnen wordt an voor de werkwoordsstam geplaatst: An ith thu sin?, "Zul je dat eten?" Er bestaat tevens een aparte vorm bidh die letterlijk "zullen zijn" betekent: Bidh mi a' tighinn!, "Ik zal komen!"
In het Welsh worden de meeste toekomende tijd gevormd met behulp van aparte vormen van het werkwoord bod, "zijn", en het partikel fe:
- Fe fydda i yn... (Ik zal...)
- Fe fyddi di yn... (Jij zult...)
- Fe fydd e yn... (Hij zal...), enz.

In het Iers worden om de toekomende tijd uit te drukken afhankelijk van de klasse van het werkwoord de utigangen -faidh/-fidh of óidh/eoidh achter de stam geplaatst:
- Glan (schoonmaken) → Glan-faidh mé (Ik zal schoonmaken).
- Cuir (put.) → Cuir-fidh sí (Zij zal leggen) .

Alleen de eerste persoon meervoud heeft aparte uitgangen: Cuir-fimid (wij zullen leggen), Glan-faimid (wij zullen schoonmaken).

### Semitische talen
In het Hebreeuws bestaat een aparte vorm voor de toekomende tijd vergelijkbaar met andere Semitische talen. 
In het Arabisch wordt de toekomende tijd gevormd door het prefix سـَـ ,"sa" of een apart woord, سوف, "safwa" toe te voegen aan het werkwoord in de tegenwoordige tijd, zoals in de volgende zinnen:
- آكلُ تفاحاً , Akulu tuffahan, "Ik eet appels".
- سـَـآكلُ تفاحاً" Sa-akulu tuffahan, "Ik zal appels eten"
- سوف آكلُ تفاحاً Sawfa akulu tuffahan, "Ik zal appels eten".

In dialecten van het Arabisch worden om de toekomst uit te drukken hulpwerkwoorden zoals بدي / أريد أن , "willen", أروح, "gaan naar", of ناوي /نويت , "van plan zijn" gebruikt.